# Зелень

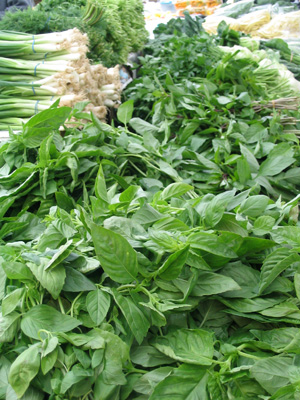
Базилик и зелёный лук

Зе́лень — свежие молодые побеги растений, растущих в культивированном или свободном виде, употребляемые как в виде самостоятельного блюда, так и как приправа для различных блюд. Зелень кладут в салаты, добавляют в супы, используют как приправу при тушении мяса, с ними готовят соусы, делают пюре, едят в сыром виде.
В современных русском языке и в русской кухне чаще всего под зеленью подразумеваются те зелёные травы, дикорастущие и огородные (или тепличные), которые являются пряностями и служат источником полезных веществ. В русской кухне есть свои приправы, например, щавель, кориандр, крапива, листья сельдерея, побеги чеснока, черемша. Народы других стран используют в качестве зелени другие травы и растения, произрастающие в данном регионе.

## Определение
В ботанике термин «зелень» относится к травянистым растениям, определяемым как небольшое семенное растение без древесного стебля, в котором все надземные части отмирают на земле в конце каждого вегетационного периода. Обычно этот термин относится к многолетним растениям, хотя травянистые растения также могут быть однолетними (где растение умирает в конце вегетационного периода и отрастает от семян в следующем году), или двухлетними. Зелень отличается от кустарников и деревьев отсутствием древесного стебля. Кустарники и деревья также различаются по размеру; кусты имеют высоту менее десяти метров, а деревья могут расти более десяти метров.
Термин «зелень» может относиться к гораздо большему ассортименту растений для кулинарного, терапевтического или другого использования. Например, некоторые из наиболее часто описываемых трав, таких как шалфей, розмарин и лаванда, будут исключены из ботанического определения зелени, поскольку они не вымирают каждый год и имеют древесные стебли. В более широком смысле зеленью могут быть не только травянистые многолетники, но и деревья, кустарники, полукустарники, однолетние растения, лианы, папоротники, мхи, водоросли, лишайники и грибы. Травничество может использовать не только стебли и листья, но также фрукты, корни, кору и смолу. Таким образом, одно из предложенных определений зелени — это растение, которое полезно для человека, хотя это определение проблематично, поскольку оно может охватывать очень много растений, которые обычно не называют зеленью. Зелень иногда делят на три группы: ботва (например, лук), ароматические травы (например, тимьян) и салатные травы (например, дикий сельдерей).

## Классификация
Различают зелень:
- шпинатную;
- салатную;
- пряные травы.
- К видам шпинатной зелени относится шпинат (Spinacia sativa) из семейства маревых, щавель кислый обыкновенный (Rumex aeetosa), ревень (Rheum L.) и др.
- К салатам относят многочисленную группу огородных однолетних растений из семейства сложноцветных: салат-латук посевной (листовой, кочанный и ромен), эндивий, радиккьо (эскариоль), кресс-салат.

Пряные травы
К пряностям относятся тархун, базилик, петрушка, лук, кориандр, укроп, сельдерей, мята, горчица, рукола, чабер, майоран, коричник китайский, корица индийская (так называемая «малабарская корица») и индонезийская, мелисса, портулак, розмарин, шалфей, любисток и другая зелень.
Ассортимент зелёных трав можно сделать значительно шире, если собирать молодые побеги или листья таких растений, как крапивы, лопух, одуванчик (не только листья, но и цветы), свёкла, сныть, люцерна, почки настурции, а также другие травы и растения.

## Полезные свойства
3елень богата биологически активными веществами, а также наполнена важнейшими витаминами, прежде всего, это аскорбиновая кислота, каротин, витамины группы В. В растениях содержится пиридоксин, фолиевая и пантотеновая кислоты, инозитол, холин; присутствует значительное количество токоферолов (Витамин E).
Зелень имеет богатый минеральный состав, для человека зелень незаменима с точки зрения пополнения организма биологически значимыми элементами. Большое значение зелень имеет в рационе людей ещё и потому, что в ней высоко содержание кальция, сбалансированного с другими элементами в соотношениях, которые оптимальны для того, чтобы организм их усвоил с максимальной пользой. Например, в большинстве зелёных растений соотношение кальция и фосфора составляет 1,0:0,6; кальция и магния — 1,0:0,5.
Это не относится к таким растениям, как шпинат и щавель. В них кальций присутствует в виде нерастворимых солей щавелевой кислоты (в щавеле до 360 мг%, шпинате — до 320 мг%), которая плохо усваивается организмом. Эти виды пряностей особенно противопоказаны при заболеваниях, связанных с нарушениями солевого обмена.
3елень содержит органические кислоты, сахара, экстрактивные вещества. Пряная зелень, кроме того, богата вкусовыми и ароматическими веществами, которые придают блюдам специфический приятный вкус и запах. В пряностях много фитонцидов, поэтому помимо полезной функции, некоторые травы имеют бактерицидными свойства. Целительное воздействие издавна было замечено человеком, поэтому травы всегда применялись в народной медицине, в нынешнее время они нередко входят в лечебное питание.
Лук и чеснок, укроп и петрушка, хрен и ревень, а также многие другие зелёные травы, должны присутствовать в питании как необходимая часть большинства блюд, которые используются в повседневной жизни. Биологическая активность растений, содержащих витамин C, витамин B6, каротин, фолацин — это тот комплекс витаминов, которые необходимы для нормальной жизнедеятельности человека, она проявляется и обнаруживает свои полезные свойства даже при сравнительно небольшом количестве пряных трав в рационе.
Энергетическая ценность свежей зелени (Соотношение белков, жиров, углеводов — бжу):
- белки: 1,78 г (~7 кКал);
- жиры: 0,55 г (~5 кКал);
- углеводы: 4,15 г (~17 кКал).

Энергетическое соотношение (б|ж|у): 28 %|19 %|65 %.
| Вид пищевой зелени | бета-каротин | тиамин (B1) | рибофлавин (B2) | никотиновая к-та (PP) | аскорбиновая к-та (C) |
| ------------------ | ------------ | ----------- | --------------- | --------------------- | --------------------- |
| Лук зелёный (перо) | 2,0          | 0,02        | 0,10            | 0,30                  | 30                    |
| Петрушка (зелень)  | 1,7          | 0,05        | 0,05            | 0,70                  | 150                   |
| Салат              | 1,75         | 0,03        | 0,08            | 0,65                  | 15                    |
| Укроп              | 1,0          | 0,03        | 0,10            | 0,60                  | 100                   |
| Шпинат             | 4,5          | 0,10        | 0,25            | 0,60                  | 55                    |
| Щавель             | 2,5          | 0,19        | 0,10            | 0,30                  | 43                    |

Особую ценность растительная пища, в том числе, зелень, приобретает в последнее время в связи с распространением вегетарианства, увеличения в ежедневном рационе количество сложных по строению углеводов — пищевых волокон, или растительной клетчатки.

## Применение
В пищу употребляют свежие молодые нежные части зелёных растений. В пищу зелень, особенно листья салата, употребляют в свежем виде, отдельно или вместе с редисом, огурцами; из них можно делать бутерброды. Зелень быстро теряет ценные пищевые свойства, поэтому её следует хранить не более 2—3 дней при температуре от 0 до +4°. Для более длительного хранения зелень сушат (t° 45—50°), квасят или готовят из неё пюре, при этом пищевая и особенно витаминная ценность снижается. Исключение составляют листья щавеля, которые можно засушивать, при этом они не теряют своих питательных свойств.
Зелень петрушки, укропа и других трав продаётся в сухом расфасованном виде, при этом важно, чтобы способы её обработки соответствовали ГОСТу.